# Alcides Mendoza Castro
Alcides Mendoza Castro (ur. 14 marca 1928 w Mariscal Cáceres, zm. 20 czerwca 2012 w Limie) – peruwiański duchowny rzymskokatolicki, biskup Abancay, ordynariusz polowy Peru i arcybiskup Cuzco.

## Biografia
15 września 1951 otrzymał święcenia prezbiteriatu.
28 kwietnia 1958 papież Pius XII mianował go biskupem pomocniczym diecezji Abancay oraz biskupem tytularnym metrańskim. 6 lipca 1958 w Limie przyjął sakrę biskupią z rąk arcybiskupa Cuzco Carlosa Marii Jurgensa Byrne CSsR. Współkonsekratorami byli biskup Puno Alberto Maria Dettmann y Aragón OP oraz biskup pomocniczy Limy Fidel Mario Tubino Mongilardi.
Zaledwie 30-letni Mendoza Castro był wówczas najmłodszym biskupem na świecie i status ten utrzymał przez kilka lat. Był jedynym biskupem w utworzonej również 28 kwietnia 1958 diecezji Abancay, dla której nie mianowano ordynariusza. 5 grudnia 1962 papież Jan XXIII mianował go pełnoprawnym biskupem Abancay.
Jako ojciec soborowy wziął udział w soborze watykańskim II. W chwili rozpoczęcia soboru w 1962, 34-letni bp Mendoza Castro był najmłodszym z ojców soborowych. Po zezwoleniu na sprawowanie mszy świętych w językach narodowych, bp Mendoza Castro osobiście przetłumaczył mszał rzymski na język keczua i był pierwszym kapłanem, który odprawił mszę w tym języku.
12 sierpnia 1967 papież Paweł VI przeniósł go na urząd ordynariusza polowego Peru oraz nadał mu arcybiskupstwo tytularne Pederodiana.
5 października 1983 papież Jan Paweł II przeniósł go na stanowisko arcybiskupa Cuzco. W lutym 1985 podejmował w diecezji Jana Pawła II. Podczas swoich rządów we wszystkich diecezjach zakładał liczne placówki społeczne, takie jak szkoły dla niewidomych i głuchoniemych, sierocińce, domy starców i ośrodki rehabilitacyjne. Sprowadzał także zakony.
Arcybiskupem Cuzco był do 29 listopada 2003, gdy w związku z osiągnięciem wieku emerytalnego, przeszedł na emeryturę, którą spędził w podlimskim Chaclacayo. 7 czerwca 2008 prezydent Peru Alan García Pérez nadał mu Krzyż Wielki Orderu Zasługi za Wyróżniającą się Służbę.